# Shawn Dou
Shawn Dou (竇驍, Xian, 15 de dezembro de 1988) é um ator chinês-canadense . Ele é casado com Laurinda Ho, filha do magnata dos cassinos de Macau, Stanley Ho .

## Biografia
Dou nasceu em Xian, capital da província de Xianxim. Seus pais migraram para o Canadá quando Dou tinha apenas dez anos. Dou estudou na Escola Primária David Lloyd George em Vancouver. Lá, Dou aprendeu Karatê e ganhou o campeonato por dois anos consecutivos . Depois de se formar na DLG em 2001, ele estudou na Escola Secundária Sir Winston Churchill também em Vancouver, e se formou lá em 2006. Ele retornou à China e foi aceito pela Academia de Cinema de Pequim em 2008. Quando Dou estava em seu segundo ano de estudos, ele participou das audições para The Love of the Hawthorn Tree e posteriormente foi escolhido como o protagonista masculino .

## Carreira
Dou ganhou fama por seu papel no filme de Zhang Yimou, The Love of the Hawthorn Tree (2010) . Ele também estrelou o filme de drama romântico, The Seal of Love (2011), dirigido por Huo Jianqi . Dou estrelou filmes de vários gêneros, principalmente Wolf Totem (2015)  e Youth Dinner (2017),  que lhe rendeu o prêmio de Melhor Ator no 11º Festival de Cinema Chinois de Paris .
Dou ganhou reconhecimento popular por seu papel como um príncipe antagônico no drama histórico altamente popular, Princess Agents . Depois disso, ele estrelou o drama épico de fantasia, Tribes and Empires: Storm of Prophecy 
Em 2019, Dou estrelou os dramas românticos See You Again, ao lado de Tiffany Tang , bem como em Ten Years Late . No mesmo ano, ele co-estrelou o thriller de ação Breakout: Sky Fire 
Em 2020, Dou se reuniu com Tiffany Tang no drama histórico, The Legend of Xiao Chuo, interpretando Han Derang .

## Filmografia

### Filmes
| Ano  | Filme (em inglês)       | Filme (em chinês) | Personagem            |
| ---- | ----------------------- | ----------------- | --------------------- |
| 2010 | Under the Hawthorn Tree | 山楂樹之戀        | Jian Xin              |
| 2011 | The Seal of Love        | 秋之白華          | Qu Qiubai             |
| 2011 | Racing Legends          | 赛车传奇          | Ye Haocheng           |
| 2011 | The Flowers of War      | 金陵十三釵        | Soldado               |
| 2011 | The Allure of Tears     | 傾城之淚          | Chen Yi               |
| 2012 | Nightfall               | 大追捕            | Jovem Wong Yuen-yeung |
| 2012 | Dangerous Liaisons      | 危險關係          | Dai Wenzhou           |
| 2014 | Urban Games             | 城市遊戲          | Zhang Weibai          |
| 2015 | Wolf Totem              | 狼圖騰            | Yang Ke               |
| 2015 | The Queens              | 我是女王          | Ma Ke                 |
| 2015 | To the Fore             | 破風              | Qiu Tian              |
| 2015 | Time to Love            | 新步步驚心        | 14º Príncipe          |
| 2015 | Beautiful 2015          | 失眠笔记          |                       |
| 2016 | Everybody's Fine        | 一切都好          | Guan Quan             |
| 2016 | The Last Race           | 终极胜利          | Xu Niu                |
| 2017 | Youth Dinner            | 六人晚餐          | Ding Chenggong        |
| 2019 | Skyfire                 | 天火危情          | Zheng Nan             |
| 2024 | A Legend                | 傳奇              | Huo Qubing            |
| TBA  | Saga of Light           | 日月              | Houyi                 |

### Séries de televisão
| Ano  | Filme (em inglês)                     | Filme (em chinês) | Papel         | Redes de TV           |
| ---- | ------------------------------------- | ----------------- | ------------- | --------------------- |
| 2017 | Princess Agents                       | 楚乔传            | Yan Xun       | Hunan TV              |
| 2017 | Tribes and Empires: Storm of Prophecy | 海上牧云记        | Muru Hanjiang | iQiyi, Tencent, Youku |
| 2019 | From Survivor to Healer               | 爱上你治愈我      | Yan Shuren    | iQiyi, Tencent, Youku |
| 2019 | See You Again                         | 时间都知道        | Ye Jiacheng   | Beijing TV            |
| 2019 | Ten Years Late                        | 十年三月三十日    | Jin Ran       | iQiyi, Tencent        |
| 2020 | The Legend of Xiao Chuo               | 燕云台            | Han Derang    | Tencent, BTV          |
| 2021 | New Generation: The Hurt Locker       | 我们的新时代      | Liu Xi Shi    | Dragon TV, BTV        |
| 2021 | Tears in Heaven                       | 海上繁花          | Lei Yuzheng   | Dragon TV, BTV        |
| 2022 | Love in Flames of War                 | 良辰好景知几何    | Xiao Beichen  | Youku                 |
| 2022 | Ode to Joy 3                          | 欢乐颂3           | Huang Dai Wei | Dragon TV             |
| 2023 | Ode to Joy 4                          | 欢乐颂4           | Huang Dai Wei | Dragon TV             |
| 2023 | Ode to Joy 5                          | 欢乐颂5           | Huang Dai Wei | Tencent Video, CCTV   |
| 2024 | Chao Gan Mi Gong                      | 超感迷宫          | -             | Tencent Video, CCTV   |
| 2024 | Ye Bu Shou                            | 夜不收            | -             | iQiyi                 |

## Links externos
- Shawn Dou no Sina Weibo
- Shawn Dou no Internet Movie Database